# Christianne Legentil
Christianne Legentil là một judoka người Mauritius thi đấu ở hạng cân nữ 52 kg.  Tại Thế vận hội Mùa hè 2012, cô đã giành chiến thắng trước nhà vô địch thế giới đôi Majlinda Kelmendi và bị đánh bại trong trận tứ kết. Năm 2014 và 2015, cô là á quân tại Giải vô địch châu Phi. Năm 2014, cô là người chiến thắng tại giải châu Phi mở rộng Louis 2014 –52 kg. Tại Thế vận hội Mùa hè 2016, cô lại gặp Majlinda Kelmendi nhưng lần này cô đã thua cuộc giành huy chương vàng cuối cùng trong vòng tứ kết.